# Saison 2016 de l'équipe cycliste Etixx-Quick Step
La saison 2016 de l'équipe cycliste Etixx-Quick Step est la quatorzième de cette équipe.

## Préparation de la saison 2016

### Arrivées et départs
| Arrivées            | Équipe 2015         |
| ------------------- | ------------------- |
| Rodrigo Contreras   | Coldeportes-Claro   |
| Laurens De Plus     | Lotto-Soudal U23    |
| Fernando Gaviria    | Coldeportes-Claro   |
| Bob Jungels         | Trek Factory Racing |
| Marcel Kittel       | Giant-Alpecin       |
| Daniel Martin       | Cannondale-Garmin   |
| Davide Martinelli   | Colpack             |
| Maximiliano Richeze | Lampre-Merida       |

| Départs            | Équipe 2016        |
| ------------------ | ------------------ |
| Mark Cavendish     | Dimension Data     |
| Michał Gołaś       | Sky                |
| Michał Kwiatkowski | Sky                |
| Mark Renshaw       | Dimension Data     |
| Rigoberto Urán     | Cannondale         |
| Carlos Verona      | Orica-BikeExchange |

## Coureurs et encadrement technique

### Effectif
| Cycliste                 | Date de naissance | Nationalité | Équipe 2015         |  |
| ------------------------ | ----------------- | ----------- | ------------------- |  |
| Julian Alaphilippe       | 11 juin 1992      | France      | Etixx-Quick Step    |  |
| Tom Boonen               | 15 octobre 1980   | Belgique    | Etixx-Quick Step    |  |
| Maxime Bouet             | 3 novembre 1986   | France      | Etixx-Quick Step    |  |
| Gianluca Brambilla       | 22 août 1987      | Italie      | Etixx-Quick Step    |  |
| Rodrigo Contreras        | 2 juin 1994       | Colombie    | Coldeportes-Claro   |  |
| David de la Cruz         | 6 mai 1989        | Espagne     | Etixx-Quick Step    |  |
| Laurens De Plus          | 4 septembre 1995  | Belgique    | Lotto-Soudal U23    |  |
| Fernando Gaviria         | 19 août 1994      | Colombie    | Coldeportes-Claro   |  |
| Bob Jungels              | 22 septembre 1992 | Luxembourg  | Trek Factory Racing |  |
| Iljo Keisse              | 21 décembre 1982  | Belgique    | Etixx-Quick Step    |  |
| Marcel Kittel            | 11 mai 1988       | Allemagne   | Giant-Alpecin       |  |
| Yves Lampaert            | 10 avril 1991     | Belgique    | Etixx-Quick Step    |  |
| Nikolas Maes             | 9 avril 1986      | Belgique    | Etixx-Quick Step    |  |
| Daniel Martin            | 20 août 1986      | Irlande     | Cannondale-Garmin   |  |
| Tony Martin              | 23 avril 1985     | Allemagne   | Etixx-Quick Step    |  |
| Davide Martinelli        | 31 mai 1993       | Italie      | Colpack             |  |
| Gianni Meersman          | 5 décembre 1985   | Belgique    | Etixx-Quick Step    |  |
| Maximiliano Richeze      | 7 mars 1983       | Argentine   | Lampre-Merida       |  |
| Fabio Sabatini           | 18 février 1985   | Italie      | Etixx-Quick Step    |  |
| Pieter Serry             | 21 novembre 1988  | Belgique    | Etixx-Quick Step    |  |
| Zdeněk Štybar            | 11 décembre 1985  | Tchéquie    | Etixx-Quick Step    |  |
| Niki Terpstra            | 18 mai 1984       | Pays-Bas    | Etixx-Quick Step    |  |
| Matteo Trentin           | 2 août 1989       | Italie      | Etixx-Quick Step    |  |
| Petr Vakoč               | 11 juillet 1992   | Tchéquie    | Etixx-Quick Step    |  |
| Guillaume Van Keirsbulck | 14 février 1991   | Belgique    | Etixx-Quick Step    |  |
| Stijn Vandenbergh        | 25 avril 1984     | Belgique    | Etixx-Quick Step    |  |
| Martin Velits            | 21 février 1985   | Slovaquie   | Etixx-Quick Step    |  |
| Julien Vermote           | 26 juillet 1989   | Belgique    | Etixx-Quick Step    |  |
| Carlos Verona            | 4 novembre 1992   | Espagne     | Etixx-Quick Step    |  |
| Łukasz Wiśniowski        | 7 décembre 1991   | Pologne     | Etixx-Quick Step    |  |
| Stagiaire                | Date de naissance | Nationalité | Équipe 2016         |  |
| Adrien Costa             | 19 août 1997      | États-Unis  | Axeon-Hagens Berman |  |
| Iván García              | 20 novembre 1995  | Espagne     | Klein Constantia    |  |
| František Sisr           | 17 mars 1993      | Tchéquie    | Klein Constantia    |  |

Portraits
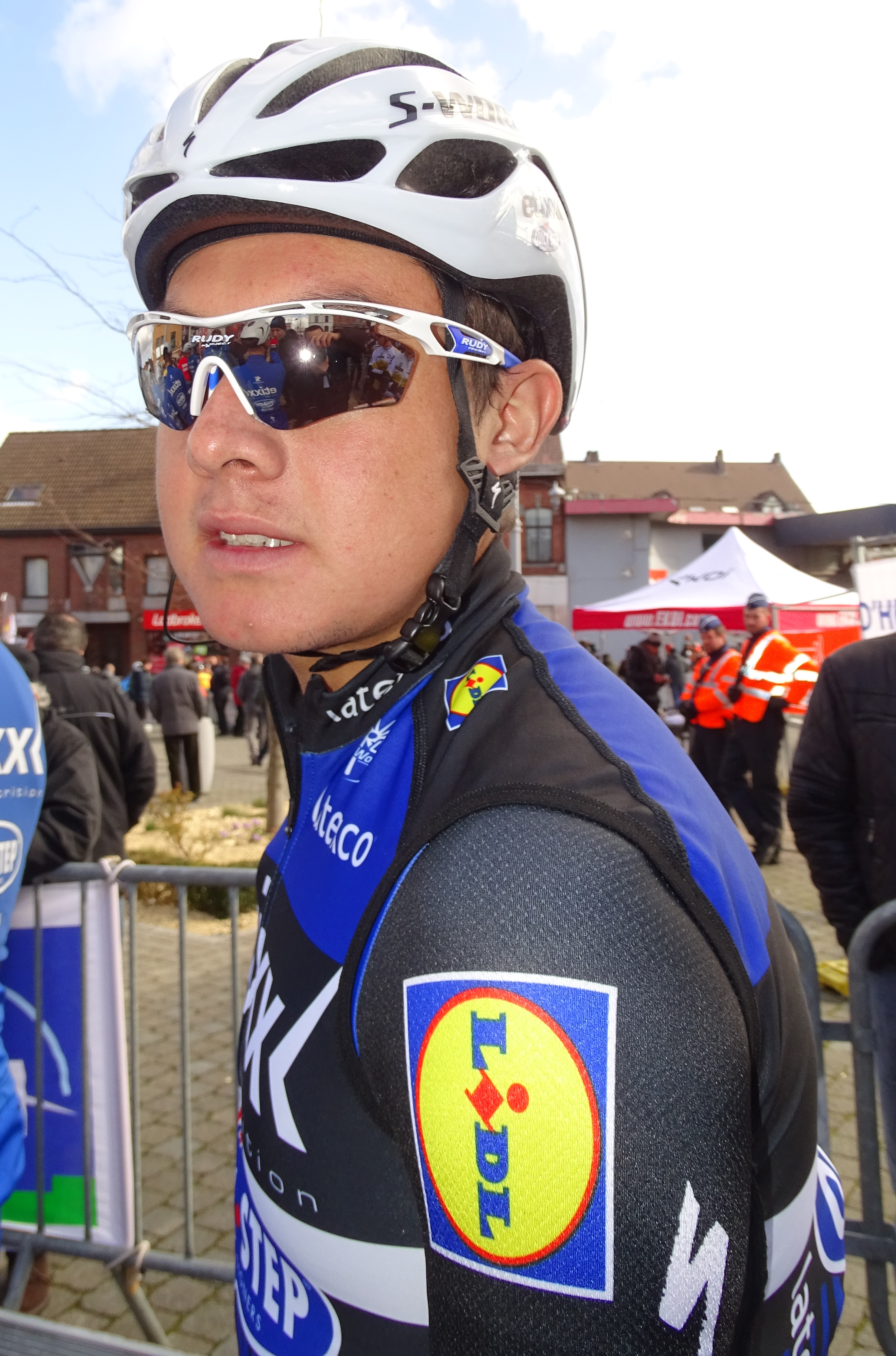
Rodrigo Contreras.
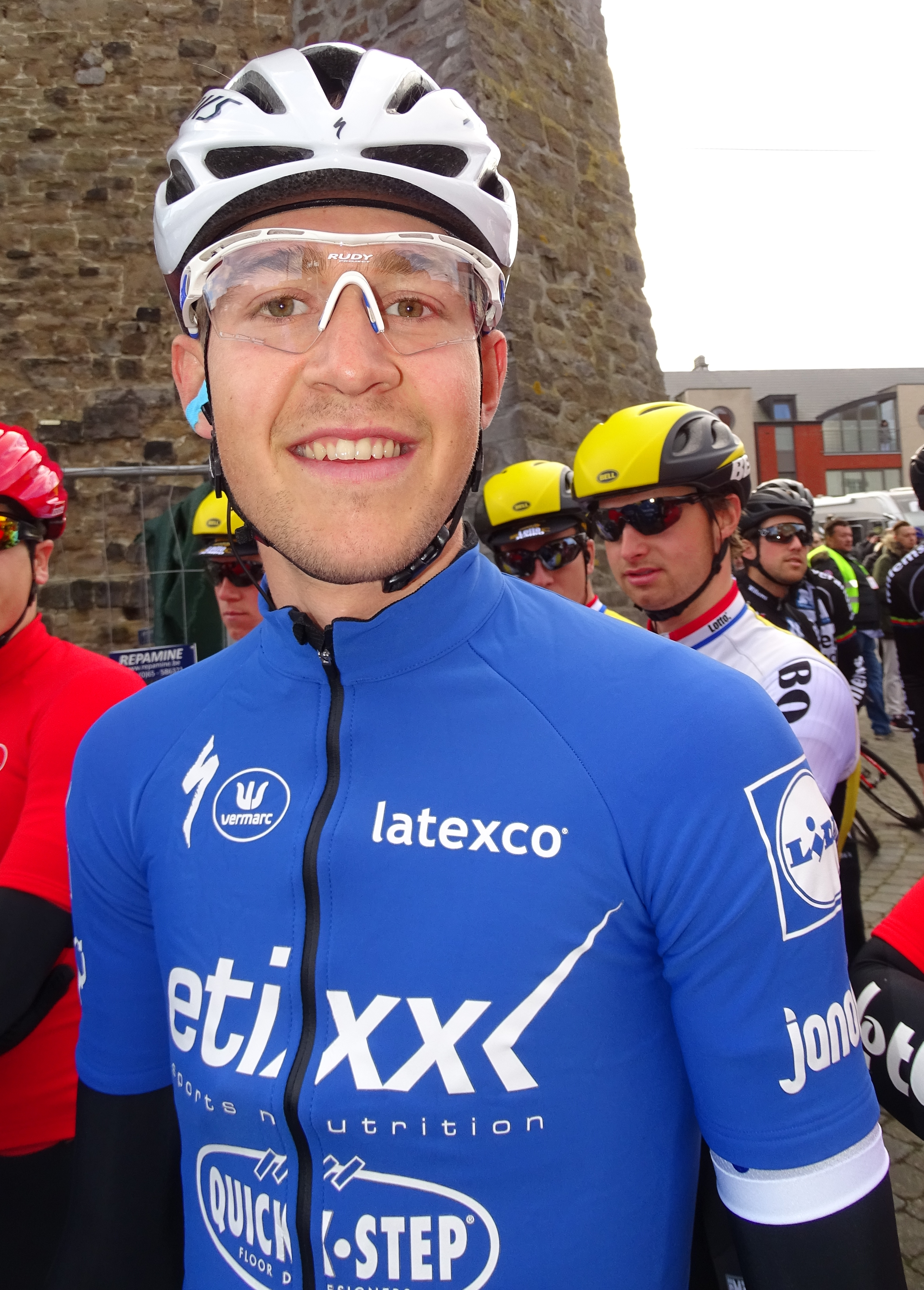
Laurens De Plus.
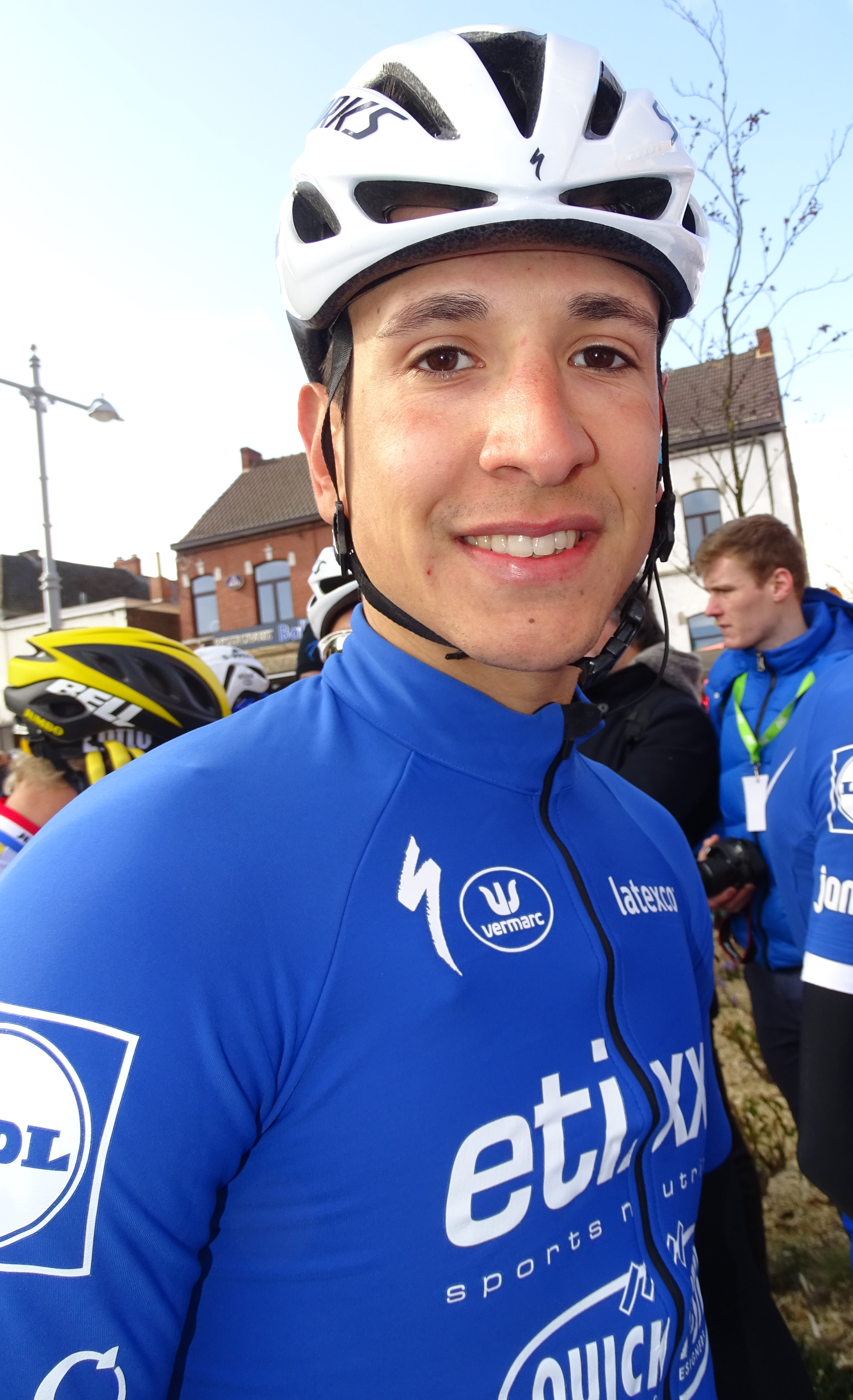
Davide Martinelli.
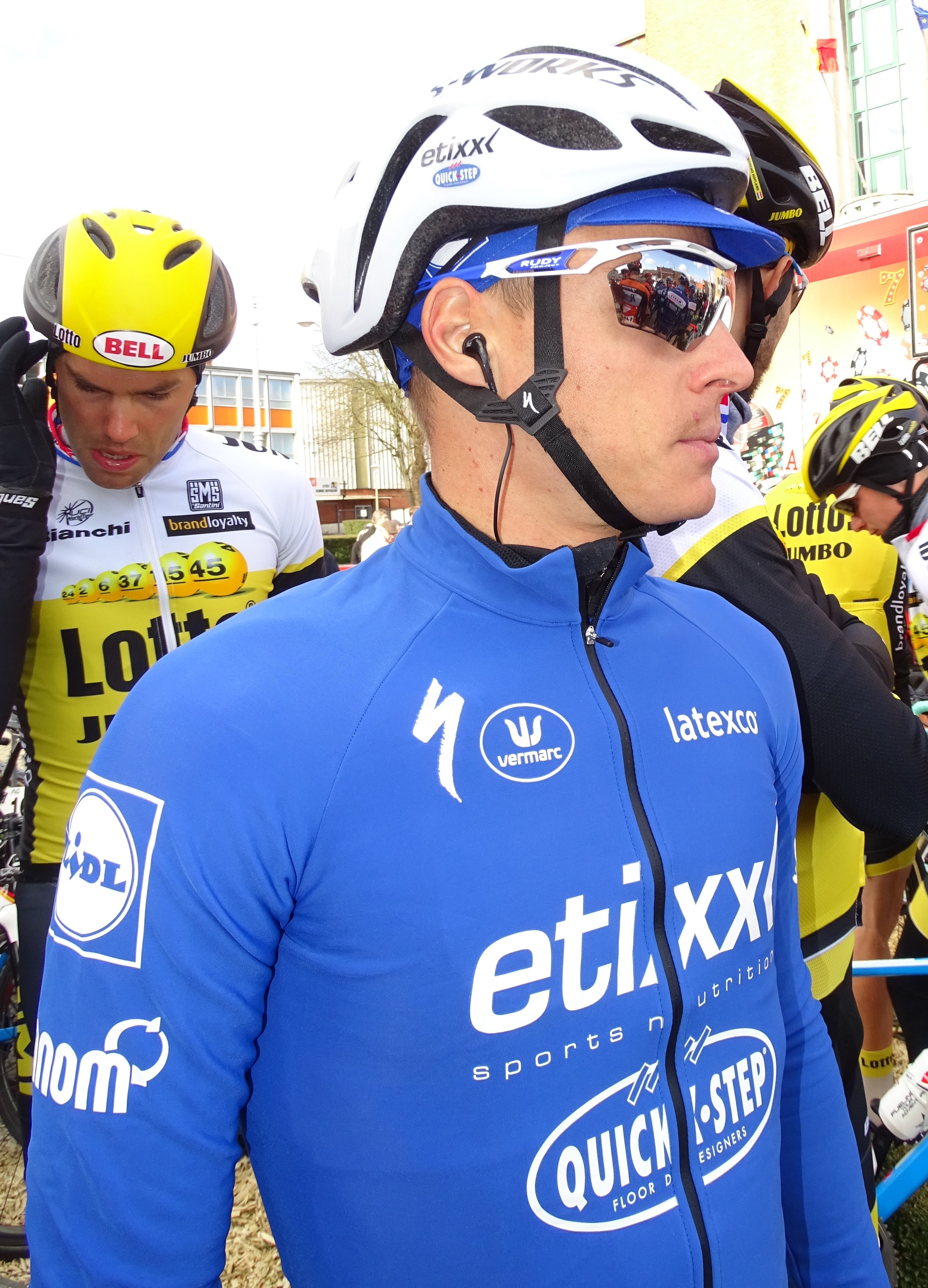
Gianni Meersman.
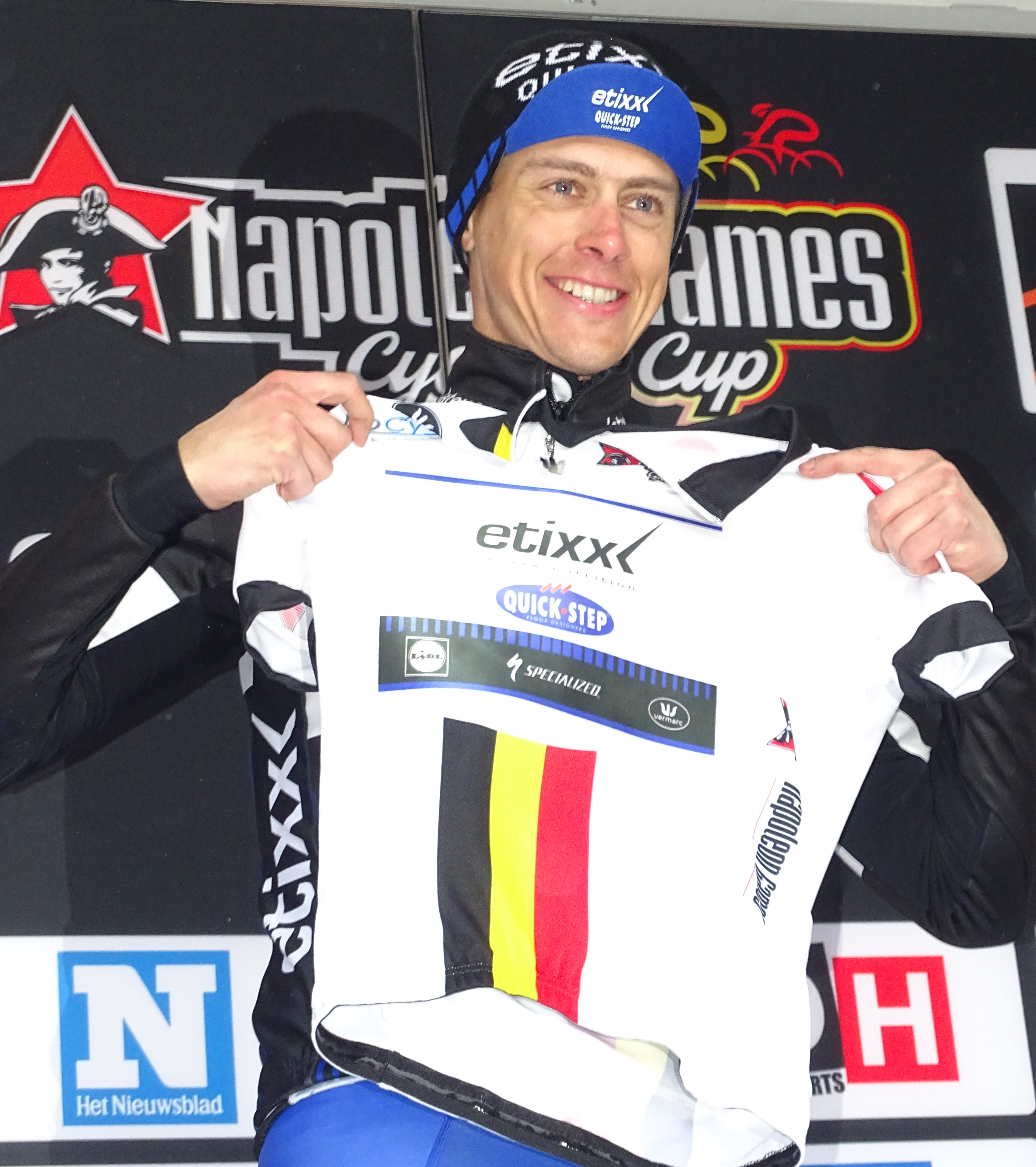
Niki Terpstra.
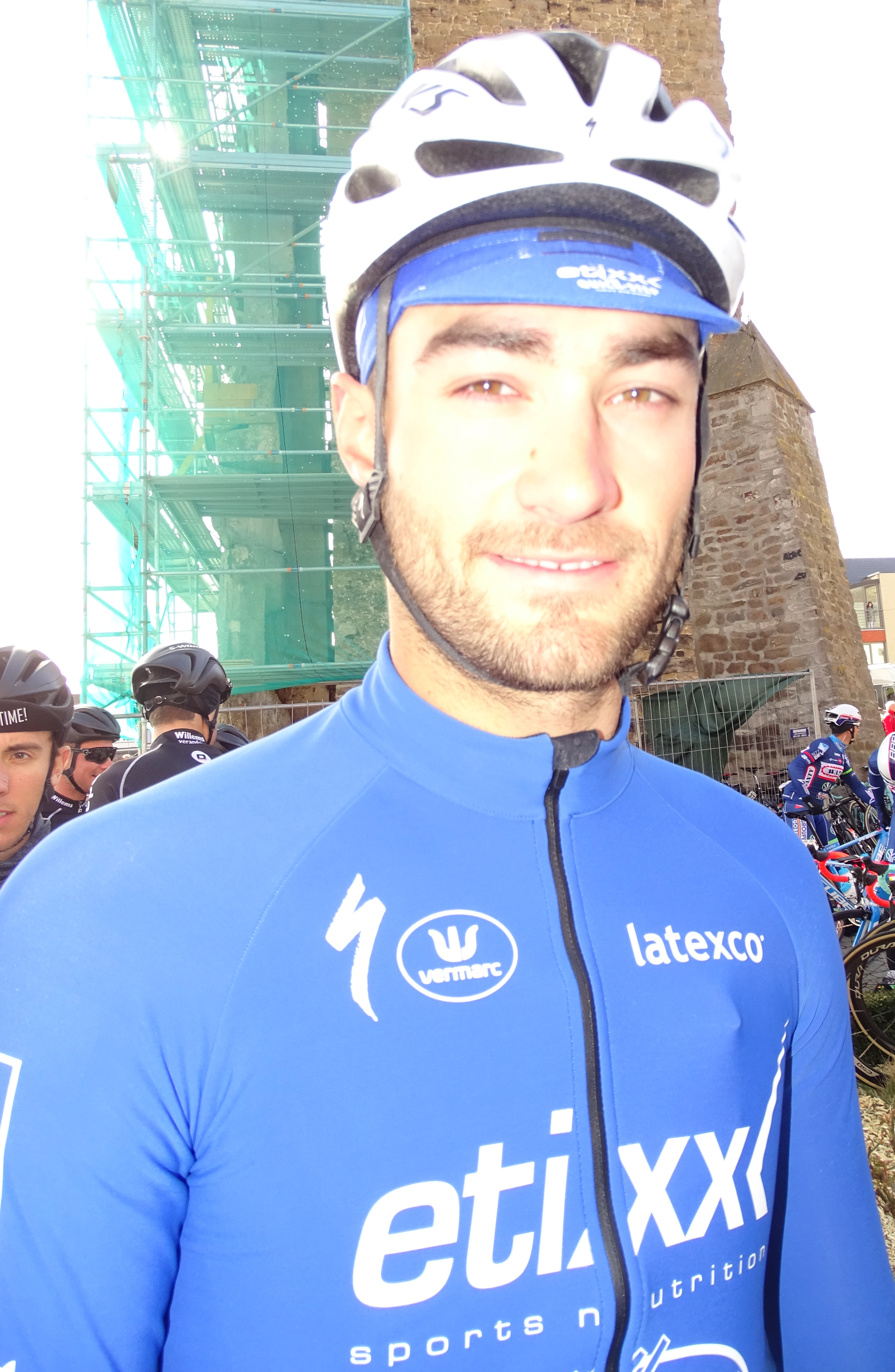
Guillaume Van Keirsbulck.
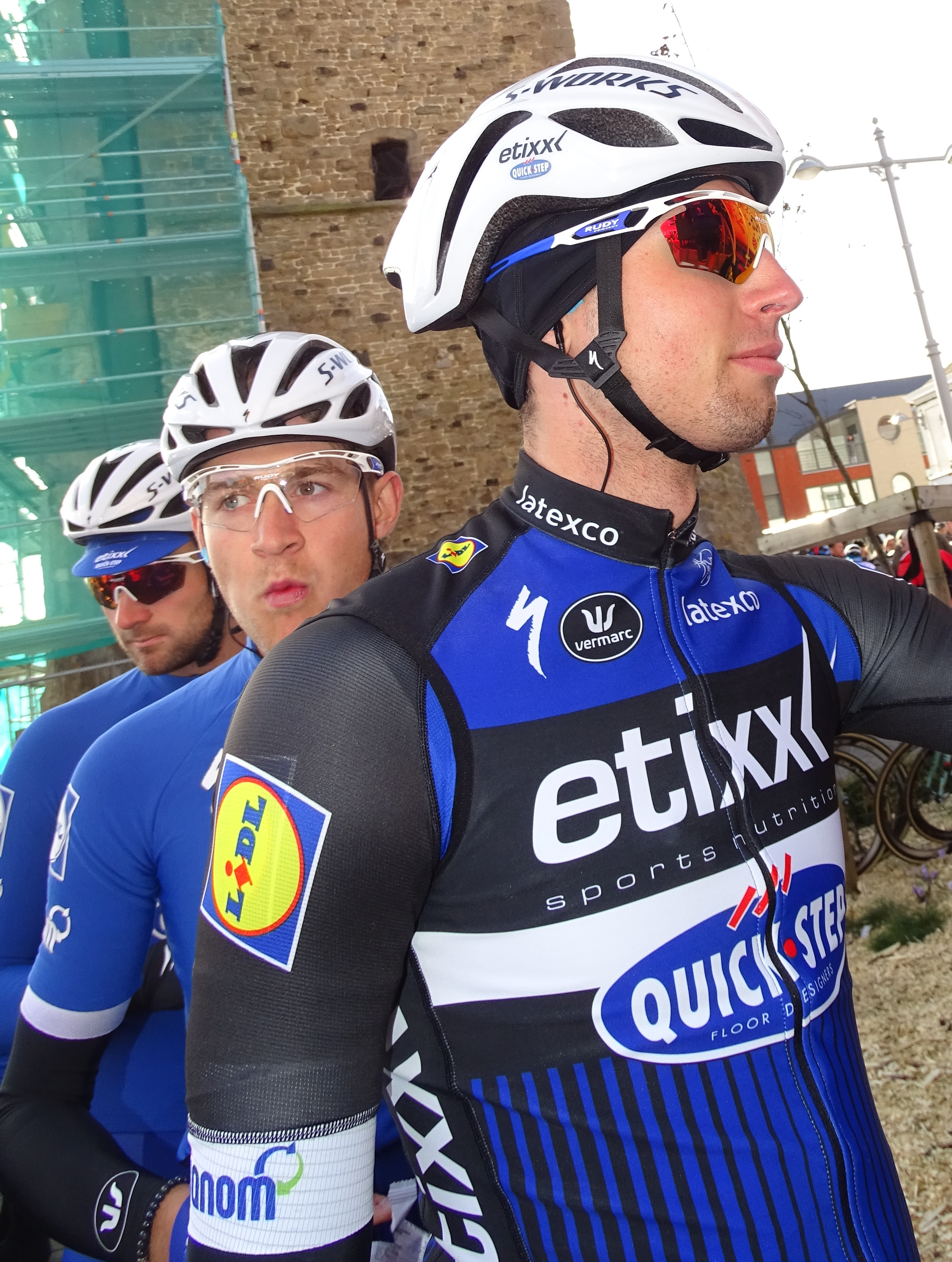
Łukasz Wiśniowski.

## Bilan de la saison

### Victoires

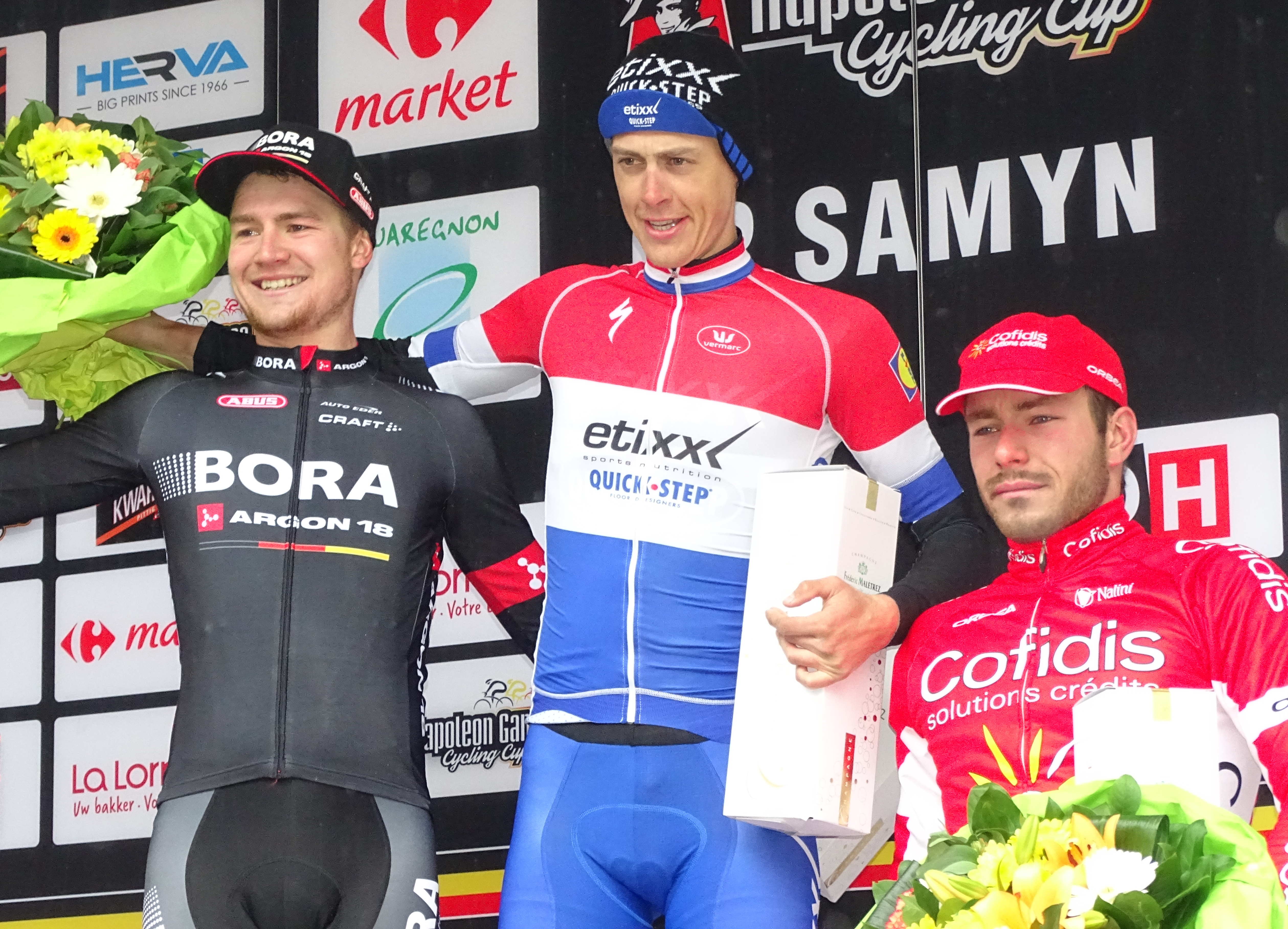
Podium de l'édition 2016 du Samyn : Scott Thwaites (2e), Niki Terpstra (1er) et Florian Sénéchal (3e).

Avec 55 victoires cette saison (en incluant la victoire de Tony Martin au championnat du monde du contre-la-montre obtenue en sélection nationale), Etixx-Quick Step est de loin l'équipe comptant le plus de succès en 2016,. L'équipe qui la suit dans ce classement, Sky, en compte seize de moins. Etixx-Quick Step a obtenu ces victoires avec dix-huit coureurs différents, et dix-huit d'entre elles sont acquises lors de courses du World Tour.
| Date       | Course                                               | Pays                | Classe | Vainqueur           |
| ---------- | ---------------------------------------------------- | ------------------- | ------ | ------------------- |
| 18/01/2016 | 1re étape du Tour de San Luis                        | Argentine           | 2.1    | Etixx-Quick Step    |
| 19/01/2016 | 2e étape du Tour de San Luis                         | Argentine           | 2.1    | Fernando Gaviria    |
| 29/01/2016 | Trofeo Pollença-Andratx                              | Espagne             | 1.1    | Gianluca Brambilla  |
| 03/02/2016 | 1re étape du Dubaï Tour                              | Émirats arabes unis | 2.HC   | Marcel Kittel       |
| 04/02/2016 | 2e étape du Tour de la Communauté valencienne        | Espagne             | 2.1    | Daniel Martin       |
| 06/02/2016 | 4e étape du Dubaï Tour                               | Émirats arabes unis | 2.HC   | Marcel Kittel       |
| 06/02/2016 | Classement général du Dubaï Tour                     | Émirats arabes unis | 2.HC   | Marcel Kittel       |
| 07/02/2016 | 5e étape du Tour de la Communauté valencienne        | Espagne             | 2.1    | Stijn Vandenbergh   |
| 16/02/2016 | 1re étape du Tour d'Oman                             | Oman                | 2.HC   | Bob Jungels         |
| 17/02/2016 | 1re étape du Tour de l'Algarve                       | Portugal            | 2.1    | Marcel Kittel       |
| 20/02/2016 | 4e étape du Tour de l'Algarve                        | Portugal            | 2.1    | Marcel Kittel       |
| 24/02/2016 | 2e étape du Tour La Provence                         | France              | 2.1    | Davide Martinelli   |
| 25/02/2016 | 3e étape du Tour La Provence                         | France              | 2.1    | Fernando Gaviria    |
| 27/02/2016 | Classic Sud Ardèche                                  | France              | 1.1    | Petr Vakoč          |
| 28/02/2016 | Drôme Classic                                        | France              | 1.1    | Petr Vakoč          |
| 02/03/2016 | Le Samyn                                             | Belgique            | 1.1    | Niki Terpstra       |
| 10/03/2016 | 2e étape de Tirreno-Adriatico                        | Italie              | WT     | Zdeněk Štybar       |
| 11/03/2016 | 3e étape de Tirreno-Adriatico                        | Italie              | WT     | Fernando Gaviria    |
| 23/03/2016 | 3e étape du Tour de Catalogne                        | Espagne             | WT     | Daniel Martin       |
| 31/03/2016 | 3ea étape des Trois Jours de La Panne                | Belgique            | 2.HC   | Marcel Kittel       |
| 06/04/2016 | Grand Prix de l'Escaut                               | Belgique            | 1.HC   | Marcel Kittel       |
| 13/04/2016 | Flèche brabançonne                                   | Belgique            | 1.HC   | Petr Vakoč          |
| 27/04/2016 | 1re étape de Tour de Romandie                        | Suisse              | WT     | Marcel Kittel       |
| 07/05/2016 | 2e étape du Tour d'Italie                            | Italie              | WT     | Marcel Kittel       |
| 08/05/2016 | 3e étape du Tour d'Italie                            | Italie              | WT     | Marcel Kittel       |
| 14/05/2016 | 8e étape du Tour d'Italie                            | Italie              | WT     | Gianluca Brambilla  |
| 17/05/2016 | 3e étape du Tour de Californie                       | États-Unis          | 2.HC   | Julian Alaphilippe  |
| 22/05/2016 | Classement général du Tour de Californie             | États-Unis          | 2.HC   | Julian Alaphilippe  |
| 26/05/2016 | 18e étape du Tour d'Italie                           | Italie              | WT     | Matteo Trentin      |
| 14/06/2016 | 3e étape du Tour de Suisse                           | Suisse              | WT     | Maximiliano Richeze |
| 24/06/2016 | Championnat d'Allemagne du contre-la-montre          | Allemagne           | CN     | Tony Martin         |
| 24/06/2016 | Championnat du Luxembourg du contre-la-montre        | Luxembourg          | CN     | Bob Jungels         |
| 26/06/2016 | Championnat du Luxembourg sur route                  | Luxembourg          | CN     | Bob Jungels         |
| 05/07/2016 | 4e étape du Tour de France                           | France              | WT     | Marcel Kittel       |
| 12/07/2016 | 1re étape du Tour de Pologne                         | Pologne             | WT     | Davide Martinelli   |
| 13/07/2016 | 2e étape du Tour de Pologne                          | Pologne             | WT     | Fernando Gaviria    |
| 15/07/2016 | 4e étape du Tour de Pologne                          | Pologne             | WT     | Fernando Gaviria    |
| 23/07/2016 | 1re étape du Tour de Wallonie                        | Belgique            | 2.HC   | Tom Boonen          |
| 26/07/2016 | 4e étape du Tour de Wallonie                         | Belgique            | 2.HC   | Matteo Trentin      |
| 31/07/2016 | RideLondon-Classique                                 | Belgique            | 1.HC   | Tom Boonen          |
| 05/08/2016 | Dwars door het Hageland                              | Belgique            | 1.1    | Niki Terpstra       |
| 10/08/2016 | 1re étape du Tour de l'Ain                           | France              | 2.1    | Matteo Trentin      |
| 21/08/2016 | 2e étape du Tour d'Espagne                           | Espagne             | WT     | Gianni Meersman     |
| 24/08/2016 | 5e étape du Tour d'Espagne                           | Espagne             | WT     | Gianni Meersman     |
| 28/08/2016 | 9e étape du Tour d'Espagne                           | Espagne             | WT     | David de la Cruz    |
| 03/09/2016 | Brussels Cycling Classic                             | Belgique            | 1.HC   | Tom Boonen          |
| 04/09/2016 | 15e étape du Tour d'Espagne                          | Espagne             | WT     | Gianluca Brambilla  |
| 04/09/2016 | Grand Prix de Fourmies                               | France              | 1.HC   | Marcel Kittel       |
| 05/09/2016 | 2e étape du Tour de Grande-Bretagne                  | Royaume-Uni         | 2.HC   | Julien Vermote      |
| 10/09/2016 | 7ea étape du Tour de Grande-Bretagne                 | Royaume-Uni         | 2.HC   | Tony Martin         |
| 17/09/2016 | Grand Prix Impanis-Van Petegem                       | Belgique            | 1.HC   | Fernando Gaviria    |
| 25/09/2016 | Classement général de l'Eneco Tour                   | Belgique- Pays-Bas  | WT     | Niki Terpstra       |
| 09/10/2016 | Paris-Tours                                          | France              | 1.HC   | Fernando Gaviria    |
| 09/10/2016 | Championnat du monde du contre-la-montre par équipes | Qatar               | CM     | Etixx-Quick Step    |

### Résultats sur les courses majeures
Les tableaux suivants représentent les résultats de l'équipe dans les principales courses du calendrier international (les cinq classiques majeures et les trois grands tours). Pour chaque épreuve est indiqué le meilleur coureur de l'équipe, son classement ainsi que les accessits glanés par Etixx-Quick Step sur les courses de trois semaines.

#### Classiques
| Classique            | Milan-San Remo       | Tour des Flandres  | Paris-Roubaix   | Liège-Bastogne-Liège     | Tour de Lombardie        |
| -------------------- | -------------------- | ------------------ | --------------- | ------------------------ | ------------------------ |
| Coureur (classement) | Matteo Trentin (10e) | Zdeněk Štybar (8e) | Tom Boonen (2e) | Julian Alaphilippe (23e) | Gianluca Brambilla (12e) |

#### Grands tours
| Grand tour           | Tour d'Italie | Tour de France                     | Tour d'Espagne                                                                   |
| -------------------- | --- | ---------------------------------- | -------------------------------------------------------------------------------- |
| Coureur (classement) | Bob Jungels (6e) | Daniel Martin (9e)                 | David de la Cruz (7e)                                                            |
| Accessits            | 4 victoires d'étapes (Marcel Kittel (2), Gianluca Brambilla, Matteo Trentin), classement du meilleur jeune (Bob Jungels), Prix de la combativité (Matteo Trentin), classements par équipes aux points | 1 victoire d'étape (Marcel Kittel) | 4 victoires d'étapes (Gianni Meersman (2), David de la Cruz, Gianluca Brambilla) |